# الطيب الجبالي
الطيب الجبالي (11 يوليو 1933 تونس تونس - 1 أبريل 2014) هو لاعب كرة قدم تونسي دولي سابق للملعب التونسي, كان يلعب كمدافع واسمه الحقيقي المنجي الجبالي.

## مسيرته

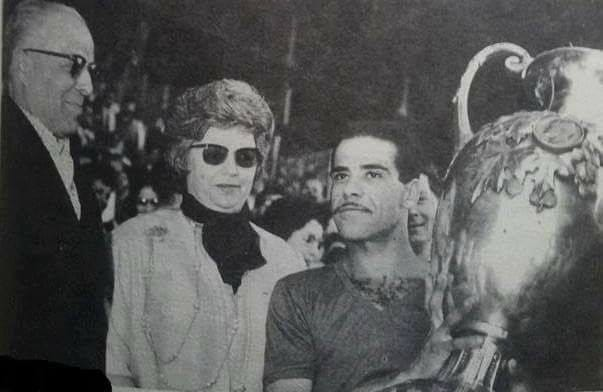
اللاعب الدولي التونسي السابق يتسلم كأس تونس من الرئيس التونسي السابق الحبيب بورقيبة

خاض أول مباراة له مع الملعب التونسي في 1954 وتألق نجمه في ما بعد ليكسب 4 كؤوس في سنوات 1956 1958 1960 1962 و3 بطولات 1957 1961 1962 وكان أول قائد فريق يتسلم كأس تونس في عهد الاستقلال من يد الرئيس التونسي السابق الحبيب بورقيبة. مع المنتخب كانت له صولات وجولات في ظرف وجيز (3 سنوات 1957 و1960) كقائد فريق.
كما حرم من المشاركة في نهائيات الألعاب الأولمبية الصيفية 1960 بروما بسبب مشاكل حصلت في تربص المنتخب قبل المشاركة في الالعاب، ذهب ضحيتها فقرر جراءها وضع حد لمسيرته الرياضية مع المنتخب.
في نهاية حياته الرياضية كانت له تجربة مع مولودية الدندان كلاعب وممرن في نفس الوقت.
توفي صباح 11 يوليو 1933 بتونس في سن 80 عام.